# Семиен, Маркус
Маркус Эндрю Семиен (англ. Marcus Andrew Semien; 17 сентября 1990, Сан-Франциско, Калифорния) - американский бейсболист, игрок второй базы и шортстоп клуба Главной лиги бейсбола «Техас Рейнджерс». На студенческом уровне играл за команду Калифорнийского университета в Беркли. На драфте Главной лиги бейсбола 2011 года был выбран в шестом раунде. Участник Матча всех звёзд 2021 года. Обладатель наград Золотая перчатка и Сильвер слаггер по итогам сезона 2021 года.

## Биография

### Ранние годы и начало карьеры
Маркус Семиен родился 17 сентября 1990 года в Сан-Франциско. Он учился в старшей школе при колледже святой Марии, играл за её бейсбольную команду, три сезона включался в сборную звёзд лиги. В 2008 году, после окончания школы, на драфте Главной лиги бейсбола Семиен был выбран клубом «Чикаго Уайт Сокс», но от подписания контракта отказался.
В 2009 году Семиен дебютировал в турнире NCAA в составе команды Калифорнийского университета в Беркли. Во втором сезоне в команде он стал её основным шортстопом, в играх внутри конференции Pac-10 отбивал с эффективностью 32,8 %. Летом 2009 и 2010 годов он играл в студенческой лиге Нортвудс в составе команды «Александрия Битл». На драфте Главной лиги бейсбола 2011 года Семиен снова был выбран «Чикаго Уайт Сокс».
В профессиональном бейсболе он дебютировал в составе клуба Южно-атлантической лиги «Каннаполис Интимидейторс». В сезоне 2011 года Семиен сыграл в 60 матчах, отбивая с показателем 25,3 %. В 2012 году он играл в Каролинской лиге в составе «Уинстон-Сейлем Даш», повысив эффективность отбивания до 27,3 % и выбив 14 хоум-ранов. Сезон 2013 года он начал в «Бирмингем Бэронз» на уровне AA-лиги, затем был переведён в состав «Шарлотт Найтс». Четвёртого сентября 2013 года Семиен был вызван в основной состав «Уайт Сокс» и впервые сыграл в Главной лиге бейсбола.

### Главная лига бейсбола
В регулярном чемпионате 2014 года Семиен сыграл за «Уайт Сокс» в 64 матчах, отбивая с показателем 23,4 %. Он выбил шесть хоум-ранов, набрал 28 RBI и сделал 30 ранов. В декабре Семиен вместе с Крисом Басситтом, Джошем Фегли и Ранхелем Равело был обменян в «Окленд Атлетикс» на питчеров Джеффа Самарджию и Майкла Иноа.

#### Окленд Атлетикс
В сезоне 2015 года в 155 проведённых матчах Семиен допустил 35 ошибок, став худшим шортстопом лиги по игре в защите. В последующее межсезонье он индивидуально работал с Роном Вашингтоном, через год сократив их число до 21. В нападении он действовал эффективнее: в регулярном чемпионате 2016 года отбивал с показателем 23,7 %, выбив 27 хоум-ранов и набрав 75 RBI. В сезоне 2017 года Семиен сыграл 70 матчей, пропустив почти всю его первую часть из-за травмы запястья. Его показатель отбивания по итогам чемпионата составил 26,2 %.
По ходу сезона 2018 года Семиен проявил себя как один из лучших шортстопов в лиге. Он установил личные рекорды по количеству хитов, даблов, ранов и украденных баз. Его показатель отбивания составил 25,5 %, в 159 матчах он набрал 70 RBI и выбил 15 хоум-ранов. Он стал третьим среди шортстопов Американской лиги по числу предотвращённых в защите ранов. По итогам сезона Семиен вошёл в число претендентов на награду Золотая перчатка. Его показатель надёжности игры в защите вырос до 98,1 %, тогда как в 2015 году он составлял всего 94,7 %. В регулярном чемпионате 2019 года он сыграл во всех 162 матчах Атлетикс, выходя первым отбивающим. Эффективность Семиена на бите составила 28,5 %, он выбил 33 хоум-рана и набрал 92 RBI. Он сделал 123 рана, повторив клубный рекорд, установленный Реджи Джексоном. В голосовании, определявшем Самого ценного игрока Американской лиги, он занял третье место.
В сокращённом из-за пандемии COVID-19 регулярном чемпионате 2020 года Семиен отбивал с показателем 22,3 %. В плей-офф его эффективность составила 40,7 %. После завершения сезона он получил статус свободного агента. В январе 2021 года Семиен подписал однолетний контракт на 18 млн долларов с клубом «Торонто Блю Джейс». В июле 2021 года Семиен вошёл в стартовый состав сборной Американской лиги на Матч всех звёзд, ставший для него первым в карьере. Он сыграл во всех 162 матчах регулярного чемпионата, отбивая с показателем 26,5 % и выбив 45 хоум-ранов. По итогам сезона он стал обладателем наград Золотая перчатка и Сильвер слаггер, вошёл в состав символической сборной лиги, а также занял третье место в борьбе за звание самого ценного игрока Американской лиги.

#### Техас Рейнджерс
В ноябре 2021 года Семиен подписал семилетний контракт с клубом «Техас Рейнджерс». Общая сумма соглашения составила 175 млн долларов.